# Lac d'Eupen
Lac d'Eupen är en reservoar i Belgien.   Den ligger i provinsen Liège och regionen Vallonien, i den östra delen av landet, 130 km öster om huvudstaden Bryssel. Lac d'Eupen ligger 360 meter över havet. Arean är 0,71 kvadratkilometer. Den sträcker sig 1,9 kilometer i nord-sydlig riktning, och 2,1 kilometer i öst-västlig riktning.
I omgivningarna runt Lac d'Eupen växer i huvudsak blandskog. Runt Lac d'Eupen är det ganska tätbefolkat, med 144 invånare per kvadratkilometer.